# Sanrawat Dechmitr
Sanrawat Dechmitr (tiếng Thái: สรรวัชญ์ เดชมิตร), trước đây là Wichaya Dechmitr (tiếng Thái: วิชะยา เดชมิตร), còn được biết với tên đơn giản Camp (tiếng Thái: แคมป์) là một cầu thủ bóng đá người Thái Lan thi đấu ở vị trí tiền vệ tấn công cho câu đội tuyển quốc gia Thái Lan.

## Sự nghiệp

### Thống kê sự nghiệp
Tính đến 12 tháng 5 năm 2019
| Câu lạc bộ     | Mùa giải  | Giải vô địch | Giải vô địch | Cúp     | Cúp       | Cúp Liên đoàn | Cúp Liên đoàn | Châu lục | Châu lục  | Khác    | Khác      | Tổng cộng | Tổng cộng |
| Câu lạc bộ     | Mùa giải  | Số trận      | Bàn thắng    | Số trận | Bàn thắng | Số trận       | Bàn thắng     | Số trận  | Bàn thắng | Số trận | Bàn thắng | Số trận   | Bàn thắng |
| -------------- | --------- | ------------ | ------------ | ------- | --------- | ------------- | ------------- | -------- | --------- | ------- | --------- | --------- | --------- |
| Bangkok United | 2013      | 0            | 0            | 0       | 0         | 0             | 0             | 0        | 0         | 0       | 0         | 0         | 0         |
| Bangkok United | 2014      | 20           | 1            | 0       | 0         | 0             | 0             | 0        | 0         | 0       | 0         | 20        | 1         |
| Bangkok United | 2015      | 28           | 2            | 0       | 0         | 0             | 0             | 0        | 0         | 0       | 0         | 28        | 2         |
| Bangkok United | 2016      | 28           | 4            | 0       | 0         | 0             | 0             | 0        | 0         | 0       | 0         | 28        | 4         |
| Bangkok United | 2017      | 32           | 4            | 4       | 0         | 0             | 0             | 1        | 0         | 0       | 0         | 37        | 4         |
| Bangkok United | 2018      | 32           | 2            | 1       | 0         | 0             | 0             | 0        | 0         | 0       | 0         | 33        | 2         |
| Bangkok United | 2019      | 10           | 1            | 1       | 0         | 0             | 0             | 1        | 0         | 0       | 0         | 12        | 1         |
| Tổng cộng      | Tổng cộng | 150          | 14           | 6       | 0         | 0             | 0             | 2        | 0         | 0       | 0         | 158       | 14        |

## Sự nghiệp quốc tế
Anh thi đấu cho U-23 Thái Lan ở Đại hội Thể thao châu Á 2010. Tháng 5 năm 2015, anh thi đấu cho Thái Lan ở vòng loại World Cup 2018 khu vực châu Á với Việt Nam. Năm 2018, anh được gọi vào đội tuyển quốc gia Thái Lan tham dự AFF Suzuki Cup 2018.

## Danh hiệu

### Quốc tế
Thái Lan
- Cúp Nhà vua Thái Lan (2): 2016, 2017

### Cá nhân
- Cầu thủ xuất sắc nhất tháng Giải bóng đá Ngoại hạng Thái Lan (1): tháng 8 năm 2015 [2]